# 佐久間信厚
佐久間 信厚（さくま のぶあつ）は、江戸時代中期から後期にかけての旗本。

## 生涯
享保4年（1719年）7月1日、初めて将軍・徳川吉宗に拝謁。享保16年（1731年）11月25日、大番となる。
元文元年（1736年）10月12日、新番に転任。寛保2年（1742年）12月26日に家督（蔵米250俵）を相続。
宝暦2年（1752年）10月21日、死去。享年56。